# ヘンリー・ローソン

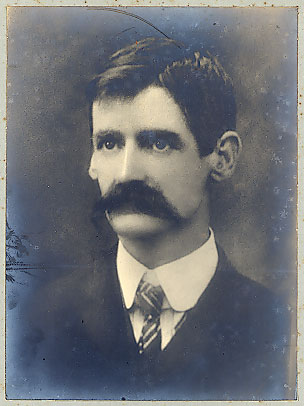
ヘンリー・ローソン（1902年ごろの写真）

ヘンリー・ローソン（Henry Lawson、1867年6月17日 - 1922年9月2日）は、オーストラリアの作家、詩人。同時代の作家バンジョー・パターソンと共に、ローソンは植民地時代のオーストラリアを代表する詩人・小説家であり、しばしばオーストラリアの「最も偉大な短編作家」と称される。日本語表記はロースンとも。

## 出自・若年期
ニューサウスウェールズ州のグレンフェル（Grenfell）という金鉱の町で生まれた。彼の母ルイーザ・ローソン（Louisa Lawson、旧姓オールベリ）は婦人参政権論者として著名な人物で、また『夜明け』誌（The Dawn）の所有者兼編集者であった（オーストラリアが成人女性の参政権を認める世界で最初の国の1つになったのは、この新聞に因るところもある）。父、ニールス・ヘルツベルク・ラーセン（Niels Herzberg Larsen）はノルウェー生まれの鉱夫で、21歳で海員となり1855年にメルボルンに上陸、ゴールドラッシュに加わった。ラーセンは複数の金鉱地を訪れ、パイプクレイ（Pipeclay、現ニューサウスウェールズ州ユーランデリー）でルイーザと出会った。彼らは1866年7月7日に結婚した。新郎は33歳、新婦は18歳であった。ヘンリーの誕生と同時に、一家の姓は英語風に「ローソン」と改められた（父は個人名もニールスからピーターに変えた）。彼らの結婚生活は幸福なものではなかった。
ローソンは1876年10月2日からユールンデリーの学校に通い始めたが、同時期に耳の病気にかかり、耳が遠くなった。14歳までには完全に聴覚を失った。彼はその後、8km離れたマジー（Madgee）にあるカトリックの学校に通った。そこで、教員のケヴァンという人物から詩のことを習ったようである。ローソンはディケンズとマリアットの愛読者であった。また"Robbery under Arms" や "For the Term of his Natural Life"などのシリーズものも好んだ。おばに与えられたブレット・ハートの著作も読んだ。読書は、彼の教育において大きな比重を占めるようになった。聾者であった彼には、学校での正規教育は上手くいかなかったからである。
父と一緒にブルー・マウンテンズ（Blue Mountains）で建築業に従事した後、1883年、彼は母ルイーザの誘いを受けてシドニーへ移った。ルイーザは下の子供たち（ヘンリーの弟・妹）と共に、夫とは別居していたのである。ローソンは大学入学資格試験を受けるべく勉強したが、結果は不合格であった。
1896年、彼は著名な社会主義者ベルタ・ブレット（Bertha Bredt）の娘、ベルタ・ブレット・ジュニアと結婚した。彼らは2人の子供を儲けた。息子ジム（ジョーゼフ）と娘ベルタである。しかし、その結婚生活は不幸な結末を迎えた。

## 詩と散文の著作
最初に活字になったローソンの詩は"A Song of the Republic"で、これは1887年10月1日に、彼の母の急進的な友人たちが勢力を持っていた雑誌『ブレティン』（The Bulletin）に掲載された。続いて"The Wreck of the Derry Castle"、そして"Golden Gully"が発表された。
1890年から91年の間、ローソンはアルバニーで働いた。91年にブリスベンの『ブーメラン』誌から誘いを受けて物を書きはじめるが、7 - 8ヶ月で問題を起こしてその仕事をやめている。シドニーに戻り、『ブレティン』誌への寄稿を続けた。1892年に『ブレティン』誌から旅費の交付を受けて内陸部へ旅し、日照りに苦しむニューサウスウェールズの現状を目の当たりにした。このことはブレティン論争（Bulletin Debate）への寄稿に反映され、またその後かれが書いた多くの作品の題材となった。20世紀の著作家ブルース・エルダーは、ローソンが行なったハンガーフォード（Hungerford）＝バーク（Bourke）間の徒歩旅行についてこう述べている。「オーストラリアの文学の歴史において、最も重要な旅行」であり「それは彼がオーストラリアのブッシュに対して抱いていた全ての偏見を裏づけした。ローソンは『牧歌的な田舎』についてロマンティックな幻想を何ら持ち合わせていない」。エルダーが更に続けることには、ローソンの奥地に対する厳しい見方は「“バンジョー”・パターソンが描写する勇敢な騎手たちと美しい風景、すなわちロマンティックな田園風景」とは全くかけ離れたものである。
ローソンの最も成功した散文の作品集は、1896年に出版された"White the Billy Boils"である。その中で、彼は「パターソンおよびロマンティックな人々への攻撃を継続し、オーストラリアン・リアリズムとでも言うべき流れを作り出しつつあった」。エルダーは以下のように書いている。「彼は短く、鋭いセンテンスを使用した。その文体は後のヘミングウェイやレイモンド・カーヴァーのそれの原型であった。最小限の形容詞、徹底的に切り詰められた描写により、ローソンは1つのスタイルを確立し、オーストラリア人というものの輪郭……無愛想に寡黙で、熱烈に平等主義的、そして心底から人道的……をはっきりと示した。「胸の張り裂けるような、荒涼と孤独の描写」で知られる『家畜追いの妻』（"The Drover's Wife"）は、彼の最上の短編の1つだと見なされている。この作品は学校の教材として使用され、また映画や演劇にもなっている。
ローソンはスケッチ・ストーリー（sketch story） の利点を強固に信奉しており、"the sketch story is best of all"（スケッチ・ストーリーは全てに勝る）との言葉を残している。ローソンの「ジャック・ミッチェル」譚の1つ、"On the Edge of a Plain"は、最も完成度の高いスケッチの例としてしばしば言及される。
オーストラリア人の大多数と同様、ローソンは都会暮らしであった。しかし奥地での暮らしも少なからず経験しており、彼の作品の大半はブッシュにおける実生活の体験に基づいている。1898年の時点では、彼はシドニーでボヘミアンのクラブであるDawn and Dusk Club（夜明けと日暮れクラブ）の著名な会員となっており、作家仲間たちと会って飲酒と会話を楽しんでいた。

## 晩年

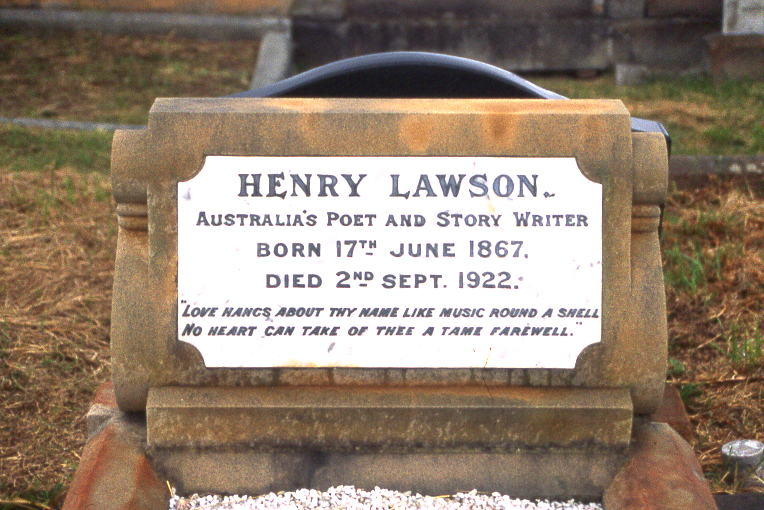
ローソンの墓（シドニー、ウェイヴァリー墓地）

晩年、彼はアルコール中毒の作家ではあったが、恐らくオーストラリアで最もよく知られた名士であった。同時に、彼はまたシドニーの路上では常習的に乞食をしていた。彼は泥酔および妻への離婚手当の不払いによりダーリングハースト刑務所に収監された。この経験は印象的な詩"One Hundred and Three"（百と三）に記録され、1908年に発表された（103というのは彼の受刑番号である）。ローソンはダーリングハースト刑務所（Durlinghurst Gaol）を「スターヴィングハースト刑務所」（"Starvinghurst Gaol"） と呼んでいる。入所者に与えられる食事が極めて不充分だったからである。
彼は、脳出血により、1922年にシドニーのアボッツフォード（Abbotsford）で死亡し、国葬にされた。葬儀には首相のビリー・ヒューズや、ニューサウスウェルズ州知事のジャック・ラング（彼はローソンの義妹ヒルダ・ブレットの夫であった）をはじめとして、数千人の市民が出席した。彼はウェイヴァリー墓地（Waverley Cemetery）に埋葬されている。
ヘンリー・ローソンは10オーストラリア・ドル紙幣の肖像となった最初の人物である。この紙幣は1966年（通貨の十進法化が施行された）に発行された。1993年に紙幣がポリマー紙幣に切り替えられた際、ローソンの肖像も廃止となった。

## 日本語訳
- 越智道雄ほか（編訳）『帽子を回せ』サイマル出版会、1987年
- 伊澤龍雄（訳）『ローソン短篇集』岩波文庫、1988年
- 古宇田敦子（編）・平松幹夫（監訳）『ヘンリー・ローソン - 短篇小説・自叙伝』勁草書房、1989年
- 古宇田敦子（編）・平松幹夫（監訳）『ローソンの世界 - 短篇小説・エピソード』勁草書房、1995年